# 維塔利·羅迪奥諾夫
維塔利·羅迪奥諾夫（1983年12月11日—）是一位白俄羅斯足球運動員。在場上的位置是前鋒。他現在效力於白俄羅斯足球甲級聯賽球隊鮑里索夫BATE足球俱樂部。他也代表白俄羅斯國家足球隊參賽。